# NGC 132
NGC 132 ist eine Balken-Spiralgalaxie vom Hubble-Typ SBbc im Sternbild Walfisch südlich des Himmelsäquators. Sie ist schätzungsweise 244 Millionen Lichtjahre von der Milchstraße entfernt und hat einen Durchmesser von etwa 125.000 Lichtjahren.
Im selben Himmelsareal befinden sich u. a. die Galaxien NGC 126, NGC 128, NGC 130, IC 17.
Die Typ-Ic-Supernova SN 2004fe wurde hier beobachtet.
Das Objekt wurde am 25. Dezember 1790 von dem deutsch-britischen Astronomen Wilhelm Herschel entdeckt.